# Cité Kauka
La cité Kauka fait partie des quartiers de la commune de Kalamu, elle se trouve dans le Centre de la région Kalamu

## Historique
La cité Nicolas-Cito, aujourd'hui connu sous le nom de cité Kauka, est un des quartiers de la commune de Kalamu conçus par Cuvelier, Verschuere et De Broyer, architectes de l'OTRACO (Office des transports coloniaux) pour loger les fonctionnaires et travailleurs africains employés par l'Office à la fin des années 1940. Le nom du quartier, Nicolas-Cito, fait référence au premier machiniste sur le chemin de fer Matadi – Kinshasa.

## Description
Cité pour les travailleurs de l'Office tes transports congolais (OTRACO), conçu sur un plan pentagonal et radioconcentrique comprenant au centre les services publics (marché, dispensaire, école…). Cette cité, d'une surface de 45 ha, sera aussi la première à être équipée d'une station d'épuration pour les eaux usées.
Elle a une histoire et a connu des mutations de ces années-là à aujourd’hui. Cette cité dispose d’un cercle sportif avec un plateau de basket-ball (où Dikembe Mutombo a débuté son apprentissage de la balle au panier), un foyer social avec maternité et dispensaire, un atelier de construction et de confection. Cette cité où réside encore aujourd’hui la famille de Lokua Kanza qui y a grandi, les parents de Papa Wemba également, la mère de Tabu Ley y a vécu jusqu’à sa mort.